# Бейер, Иоган-Габриель
Иоган-Габриель фон Бейер (швед. Johan Gabriel von Beyer; 1645—1705) — шведский поэт, переводчик, второй директор почт в Швеции (его отец был первым директором).
Автор множества стихотворений на шведском и немецком языках, переводил Н. Буало и Арно д’Андилли, а также Кидa.
Его «Искусство любить» переиздано Ганзелли в «Samlade Vitlerhetsarbeten» (т. IX, Упсала, 1869) вместе с некоторыми другими его произведениями, оставшимися в рукописи.